# Resolutie 516 Veiligheidsraad Verenigde Naties
Resolutie 516 van de Veiligheidsraad van de Verenigde Naties werd unaniem aangenomen op 1 augustus 1982.

## Achtergrond
Begin juni 1982 was Israël buurland Libanon, waar een burgeroorlog gaande was, binnengevallen. Tegen midden juni stonden ze aan de hoofdstad Beiroet, waar de Palestijnse Bevrijdingsorganisatie haar hoofdkwartier had. De gevechten tussen beide partijen kostten naar schatting 20.000 mensen het leven.

## Inhoud
De Veiligheidsraad:
- Herbevestigt de resoluties 508, 509, 511, 512 en 513.
- Herinnert aan resolutie 515.
- Is gealarmeerd door de verderzetting en uitbreiding van de militaire activiteiten in en rond Beiroet.
- Bemerkt de grootschalige schendingen van het staakt-het-vuren in en rond Beiroet.

1. Bevestigt de vorige resoluties en eist een onmiddellijk staakt-het-vuren.
2. Machtigt de secretaris-generaal om VN-waarnemers naar Beiroet te sturen.
3. Vraagt de secretaris-generaal om binnen vier uur te rapporteren over de naleving van deze resolutie.

## Verwante resoluties
- Resolutie 513 Veiligheidsraad Verenigde Naties
- Resolutie 515 Veiligheidsraad Verenigde Naties
- Resolutie 517 Veiligheidsraad Verenigde Naties
- Resolutie 518 Veiligheidsraad Verenigde Naties

Lijst ·  500 ·  501 ·  502 ·  503 ·  504 ·  505 ·  506 ·  507 ·  508 ·  509 ·  510 ·  511 ·  512 ·  513 ·  514 ·  515 ·  516 ·  517 ·  518 ·  519 ·  520 ·  521 ·  522 ·  523 ·  524 ·  525 ·  526 ·  527 ·  528